# Fridrich Hannibal z Thurn-Taxisu
Fridrich Hannibal kníže z Thurn-Taxisu (německy Fridrich Hannibal von Thurn und Taxis, 3. září 1799 Praha – 17. ledna 1857 Benátky) byl česko-rakouský šlechtic z rodu Thurn-Taxisů a rakouský generál. V armádě sloužil od závěru napoleonských válek, postupoval v hodnostech a působil jako velitel u jednotek jezdectva na různých místech monarchie. Jako vojevůdce se prosadil během revolučních let 1848–1849 na italském válčišti. V roce 1854 dosáhl hodnosti generála jezdectva a nakonec byl v letech 1854–1857 nejvyšším hofmistrem císařovny Alžběty.

## Život
Narodil se v Praze jako syn Maxmiliána Josefa z Thurn-Taxisu (1769–1831) a jeho manželky Marie Eleonora z Lobkovic (22. dubna 1770 Praha – 9. listopadu 1834 Loučeň). Měl pět sourozenců: Karel Anselm (1792–1844), August Maria Maxmilián (1794–1862), Josef (1796–1857), Karel Theodor (1797–1868), Vilém (1801–1848).

### Vojenská kariéra
Vojenskou kariéru započal v roce 1809 v saské armádě a v roce 1814 přešel do rakouské císařské armády v hodnosti nadporučíka. V závěru napoleonských válek v roce 1815 se účastnil tažení na Paříž. V roce 1821 byl u císařské kavalérie povýšen do hodnosti rytmistra a v roce 1829 byl povýšen na majora. V roce 1830 byl krátkodobě pobočníkem guvernéra pevnosti v Mohuči, Ferdinanda Württemberského. 
V roce 1833 byl povýšen do hodnosti plukovníka a delší dobu strávil u švališérského pluku č. 2. V roce 1840 byl povýšen do hodnosti generálmajora a převzal velení jezdecké brigády v Prostějově  a v roce 1842 převzal velení nad pěší brigádou v Praze. Po jmenování do hodnosti polního podmaršálka mu bylo v lednu 1848 svěřeno velení nad záložní divizí 2. armádního sboru ve válce za italskou nezávislost.
Při tažení v roce 1848 sloužil ve 2. armádním sboru pod Konstantinem d’Aspre. Jeho jednotky se účastnily bitvy u Volta a při vstupu do Milána. V roce 1849 se účastnil bitvy u Novary a po bitvě se jeho jednotka vrátila do Prahy. V roce 1850 procestoval Švédsko a v roce 1851 se stal vojenským velitelem města Lince, zároveň byl velitelem divize v rámci 3. armádního sboru. V dubnu 1854 byl povýšen do hodnosti generála jezdectva. Nadále ale v armádě nesloužil, protože závěr své kariéry strávil ve funkci nejvyšším hofmistra císařovny Alžběty. 
Generál Bedřich Hannibal z Thurn-Taxisu zemřel 17. ledna 1857 na tyfus a byl pohřben na hřbitově Santa Lucia u Vicenzy po boku svého mladšího bratra Wilhelma, který padl jako plukovník během války v Itálii.

### Tituly a ocenění
Již v roce 1816 byl jmenován císařským komořím a jako císařovnin nejvyšší hofmistr obdržel v roce 1854 titul c. k. tajného rady. Od roku 1851 byl čestným majitelem pěšího pluku č. 50 dislokovaného v Gyulafehérváru (dnes Alba Iulia v Rumunsku). Zatímco v Rakousku nezískal žádné vyznamenání, několik ocenění obdržel od zahraničních panovníků. Byl nositelem ruského Řádu sv. Anny I. třidy, pruského Řádu červené orlice I. třídy, velkokříže Záslužného řádu bavorské koruny, švédského Řádu meče, belgického Řádu Leopoldova a komandérem portugalského Řádu Kristova.

### Manželství a rodina
Friedrich Hanibal se roku 1831 oženil s Marií Antonií Aurorou hraběnkou Batthyányovou z Német-Ujvár (1808–1881), dcerou viceprezidenta uherské dvorské komory Vincence Batthyányho. Marie Antonie byla později c. k. palácovou dámou a dámou Řádu hvězdového kříže. Z manželství se narodilo sedm dětí, synové Lamoral a Friedrich dosáhli generálských hodností v c. k. armádě a svými sňatky získali majetek na Moravě. 
- 1. Lamoral (13. 4. 1832 Subotica – 9. 12. 1903 Prešpurk), c. k. polní podmaršál, manž. 1871 hraběnka Antonie Schaffgotschová (18. 7. 1850 Brno – 26. 3. 1942 Biskupice)
- 2. Rosa (22. 5. 1833 Baja – 21. 2. 1907 Vídeň), svobodná a bezdětná
- 3. Helena (16. 5. 1836 Sárospatak – 13. 11. 1901 Vídeň), manž. 1871 hrabě Wolfgang Kinský z Vchynic a Tetova (19. 1. 1836 Vídeň – 14. 12. 1885 Merano), c. k. tajný rada, nejvyšší císařský dvorský kuchmistr (1870–1885), čestný rytíř Maltézského řádu
- 4. Laura (6. 7. 1838 Sárospatak – 29. 7. 1838 tamtéž)
- 5. Friedrich Artur (10. 10. 1839 Sárospatak – 4. 7. 1906 Zdounky), c. k. generálmajor, manž. 1872 hraběnka Marie Josefína z Thun-Hohenštejna (6. 8. 1850 Frankfurt – 29. 8. 1929 Zdounky)
- 6. Artur Ferdinand (31. 7. 1842 Prostějov – 7. 10. 1848 Praha)
- 7. Irena Marie (27. 4. 1847 Vídeň – 18. 8. 1847 Praha)